# Symbrenthia khasiana
Symbrenthia khasiana är en fjärilsart som beskrevs av Moore 1874. Symbrenthia khasiana ingår i släktet Symbrenthia och familjen praktfjärilar. Inga underarter finns listade i Catalogue of Life.